# Dam (Familienname)
Dam oder Đàm ist der Familienname folgender Personen:
- Anders Ehlers Dam (* 1973), dänischer Skandinavist
- Andries van Dam (* 1938), US-amerikanischer Informatiker
- Aki-Matilda Høegh-Dam (* 1996), grönländische Politikerin
- Annemieke van Dam (* 1982), niederländische Musical-Darsteller in Deutschland
- Atli Pætursson Dam (1932–2005), färöischer Politiker
- Bitten Høegh-Dam (* 1965), grönländische Politikerin (Siumut) und Lehrerin
- Bram van Dam (1943–2008), niederländischer Sport- und Ernährungswissenschaftler und Leichtathletiktrainer
- Carlo van Dam (* 1986), niederländischer Rennfahrer
- Claus Dam (* 1960), dänischer Musical-Darsteller im deutschsprachigen Raum
- Cornelis Frans Adolf van Dam (1899–1972), niederländischer Romanist und Hispanist
- David Dam (* 1998), namibischer Mittelstreckenläufer
- Douwe Casparus van Dam (1827–1898), niederländischer Forschungsreisender und Museumswärter
- Gertrud van Dam (1916–1984), deutsche Schriftstellerin
- Helle Vrønning Dam, dänische Sprachwissenschaftlerin
- Hendrik van Dam (1906–1973), deutscher Jurist, Generalsekretär des Zentralrats der Juden in Deutschland
- Henrik Dam (Carl Peter Henrik Dam; 1895–1976), dänischer Biochemiker und Nobelpreisträger
- Jan Albertsz van Dam (1670–1746), niederländischer Mathematiker, Astronom und Landvermesser
- Johan C. F. Dam (1863–1925), färöischer unionistischer Politiker
- Johannes van Dam (1946–2013), niederländischer Journalist und Gastronomiekritiker
- José van Dam (* 1940), belgischer Sänger (Bassbariton)
- Kenneth W. Dam (1932–2022), US-amerikanischer Jurist und Politiker
- Laurens ten Dam (* 1980), niederländischer Radrennfahrer
- Luc van Dam (1920–1976), niederländischer Boxer
- Lucie van Dam van Isselt (1871–1949), niederländische Malerin
- Ludvig Dam (1884–1972), dänischer Schwimmer
- Lydia van Dam (* 1970), niederländische Jazzsängerin
- Marcel van Dam (* 1938), niederländischer Politiker
- Martijn van Dam (* 1978), niederländischer Politiker (PvdA)
- Nicolette van Dam (* 1984), niederländische Schauspielerin
- Peter Mohr Dam (1898–1968), färöischer Politiker
- Đàm Quang Trung (1921–1995), vietnamesischer General und Guerillakämpfer
- Rigmor Dam (* 1971), färöische Politikerin
- Rob Van Dam (* 1970), US-amerikanischer Wrestler
- Dam Thanh Son (* 1969), vietnamesischer Physiker
- Đàm Thanh Xuân (* 1985), vietnamesische Kampfsportkünstlerin
- Thijs van Dam (* 1997), niederländischer Hockeyspieler
- Thomas Dam (1915–1989), dänischer Bildschnitzer, siehe Zaubertroll

Siehe auch:
- Hans H. König, Pseudonym: Henry van Dam